# Peter Houston
Peter Houston (Baillieston, Glasgow, 19 juli 1958) is een Schotse voetbalmanager en voormalig voetballer. Hij werd in 2014 aangesteld als hoofdcoach van Falkirk. 
Houston speelde voor Airdrieonians (1977-1978), Livingston United (1978-1979), Albion Rovers (1979-1983), Falkirk (1983-1986 en opnieuw 1988-1991), Dumbarton (1986-1988) en East Stirlingshire (1991-1993).
Hij werd in 2010 aangesteld als hoofdcoach van Dundee United, wat hij bleef tot en met 2013.

## Erelijst met Dundee United FC
- Scottish Cup (1×) 2010